# 油箪
油箪（ゆたん）は、箪笥や長持などにかけられるカバー。油単とも表記される。現代では特に桐箪笥用のカバーを指すことが多い。
元々は「物を包むために使われる油を引いた布や紙」を指し、風呂敷や敷物の一種であった。
時代が下るにつれ意味が変化し、特に箪笥・長持のカバーを指す名称として使われるようになった。
婚礼調度の一つだった時期もあった。